# Simone Demangel
Simone Demangel, née Simone Hélène Claire Marie Louise Gillet le 30 juin 1903 à Paris (6e arrondissement), et morte le 8 mars 1995 à Castelnau-le-Lez (Hérault), est une figure de la Résistance française.

## Biographie
Simone Demangel est la fille de l'académicien Louis Gillet (1876-1943), son frère est l'architecte Guillaume Gillet (1912-1987). Elle a été mariée à l'archéologue Robert Demangel (1891-1952), professeur à l’université de Montpellier puis directeur de l’École Française d’Athènes (1936-1950). Son grand-père maternel est René Doumic, académicien et ancien directeur de la Revue des Deux Mondes.
Surnommée la "châtelaine d'Assas" ou la "chevalière d'Assas", elle est propriétaire du château d'Assas avec son mari à partir de 1949. Le château appartient aujourd'hui à leurs héritiers.
Elle a joué un rôle clé dans la conservation et la préservation du château et a contribué à maintenir son patrimoine artistique, notamment en s'intéressant aux instruments de musique anciens, comme les clavecins, qui font partie de la collection du château.
Simone Demangel a ainsi largement contribué à l'héritage culturel du château d'Assas, et son nom est associé à la tradition musicale et historique du domaine. Son engagement pour la musique et le patrimoine culturel du château a permis à cet endroit de devenir un lieu de rencontre pour les passionnés de musique classique et baroque.
Le claveciniste américain Scott Ross a entretenu une relation étroite avec le Château d’Assas et son clavecin, qui débuta en 1967 à l’invitation de Simone Demangel. Il effectua là de nombreux et longs séjours, jouant l’instrument en concert et pour des enregistrements ; il choisit de s’installer en face du château, dans une maisonnette qu’il habita jusqu’à la fin de sa vie.

## La Résistance
Simone Demangel, alias Pauline, est l'une des grandes figures de la Résistance héraultaise. Le projet de citation de son dossier de proposition pour la Médaille de la Résistance résume son parcours :
« Magnifique exemple de patriotisme, de courage et d'esprit d'initiative. Entrée dans la Résistance dès la signature de l'armistice, a déployé toute son activité, au cours des années suivantes, pour l'hébergement des parachutistes, la garde de dépôts d'explosifs, l'aide aux Israélites et aux familles de Déportés et Fusillés. Elle a organisé le Service Social de la Résistance (zone sud). Arrêtée à différentes reprises par la Gestapo et la police de Vichy, recherchée activement, a poursuivi sa tâche malgré toutes les embûches. Elle a contribué également à la Libération de Montpellier et n'a pas cessé, depuis lors, de se dévouer en toutes circonstances ».
Simone Demangel assure les liaisons entre Montpellier et Lyon. Elle a été cheffe du service social FFI pour la région R3, puis lieutenant ayant commandé l'ex 28e unité de l'AFAT (Auxiliaires féminines de l'Armée de terre) de la XVIe région.
Recherchée par la Gestapo, elle gagne le Maquis Léon cantonné dans la région de Clermont-l'Hérault.
Dès la fin de la Seconde Guerre mondiale, elle reçoit la Légion d'honneur directement des mains du Général de Lattre de Tassigny

## Distinctions honorifiques et reconnaissances

### Décorations militaires
- Chevalier de la Légion d'honneur
- Croix de guerre 1939–1945
- Médaille de la Résistance française avec rosette (décret du 24 avril 1946)[9].

### Autres formes de reconnaissances et hommages
Une maison de retraite est baptisée en son nom à Montpellier : l'EHPAD Simone Demangel.
Sa biographie est mentionnée dans le dossier pédagogique réalisé par les Archives départementales de l'Hérault pour l'année scolaire 2017/2018.